# تانوی
تانوی (انگلیسی: Tannoy) شرکت الکترونیک اسکاتلندی است، که در سال ۱۹۲۶ تأسیس شد.